# Области Русије
Руска Федерација се дели на 89 федералних субјеката, од којих су 48 области:
| 1. Амурска 2. Архангељска 3. Астраханска 4. Белгородска 5. Брјанска 6. Чељабинска 7. Иркутска 8. Ивановска 9. Калињинградска 10. Калушка 11. Кемеровска 12. Кировска 13. Костромска 14. Курганска 15. Курска 16. Лењинградска |  | 17. Липетск 18. Магаданска 19. Мурманска 20. Московска 21. Нижегородска 22. Новгородска 23. Новосибирска 24. Омска 25. Оренбуршка 26. Орловска 27. Пензанска 28. Псковска 29. Ростовска 30. Рјазањска 31. Сахалинска 32. Самарска |  | 33. Саратовска 34. Смоленска 35. Свердловска 36. Тамбовска 37. Томска 38. Тверска 39. Туљска 40. Тјумењска 41. Уљановска 42. Владимирска 43. Волгоградска 44. Вологдска 45. Вороњешка 46. Јарославска 47. Запорошка1 48. Херсонска1 |

- 1 Припајање јужне и источне Украјине Русији нема широко међународно признање.